# Psammoecus triguttatus
Psammoecus triguttatus es una especie de coleóptero de la familia Silvanidae.

## Distribución geográfica
Habita en Japón.